# Miss Grand Bolivia
Miss Grand Bolivia es un título de belleza femenina de Bolivia y un concurso preliminar para Miss Grand Internacional. Desde 2013, la licencia de Miss Grand Bolivia pertenece a Promociones Gloria, la organizadora del evento en Santa Cruz de la Sierra, y es administrada por Gloria Suárez de Limpias. Cada año, se le otorga a una finalista del Miss Bolivia el título de Miss Grand Bolivia y su respectivo año.
Miss Grand Bolivia nunca ha ganado ni clasificado en Miss Grand Internacional. Miss Grand Bolivia 2023 es Victoria Olguin, quien representará a Bolivia en el  Miss Grand Internacional 2023 en Vietnam.

## Ganadoras del certamen
| Año  | Ganadora                        | Departamento | Edad | Altura | Lugar del evento | Participantes | Fecha | Ref.        |
| ---- | ------------------------------- | ------------ | ---- | ------ | --- | --- | --- | ----------- |
| 2024 | Carolina Granier Zalles         | La Paz       | 26   | 1.76 m | | | |             |
| 2023 | Victoria Olguín Pol             | Cochabamba   | 23   | 1.79 m | Salón Sirionó dela FexPo, Santa Cruz de la Sierra                                                                                  | 27 | 1 de julio |             |
| 2022 | Camila Sanabria Pereyra         | Santa Cruz   | 27   | 1.74 m | Salón Sirionó dela FexPo, Santa Cruz de la Sierra                                                                                  | 24 | 16 de julio |             |
| 2021 | Eloísa Gutiérrez Rendón         | Chuquisaca   | 24   | 1.73 m | | | |             |
| 2020 | Teresa «Teresita» Sánchez Añez  | Santa Cruz   | 20   | 1.81 m | | | |             |
| 2019 | Natalia Carolina Paz Rojas      | Cochabamba   | 19   | 1.79 m | Salón Sirionó dela FexPo, Santa Cruz de la Sierra                                                                                  | 22 | 29 de junio | [ 1 ] [ 5 ] |
| 2018 | Elena Antonia Romero Zambrana   | Chuquisaca   | 19   | 1.72 m | Salón Sirionó dela FexPo, Santa Cruz de la Sierra                                                                                  | 24 | 23 de junio | [ 2 ]       |
| 2017 | Mariem Suárez Cuéllar           | Santa Cruz   | 21   | 1.74 m | Salón Sirionó dela FexPo, Santa Cruz de la Sierra                                                                                  | 24 | 1 de julio | [ 3 ]       |
| 2016 | Mory Joselyn Toro Leigue        | Santa Cruz   | 22   | 1.79 m | Designada, debido al problema de VISA a los Estados Unidos de Estefanía Senzano Terán, también es Miss Bolivia Internacional 2014. | Designada, debido al problema de VISA a los Estados Unidos de Estefanía Senzano Terán, también es Miss Bolivia Internacional 2014. | Designada, debido al problema de VISA a los Estados Unidos de Estefanía Senzano Terán, también es Miss Bolivia Internacional 2014. | [ 6 ]       |
| 2016 | Estefanía Senzano Terán         | Cochabamba   | 25   | 1.72 m | Salón Sirionó dela FexPo, Santa Cruz de la Sierra                                                                                  | 23 | 25 junio | [ 7 ]       |
| 2015 | Adriana Delgadillo Galván       | Chuquisaca   | 24   | 1.82 m | Designada, también es Miss Bolivia Internacional 2013.                                                                             | Designada, también es Miss Bolivia Internacional 2013.                                                                             | Designada, también es Miss Bolivia Internacional 2013.                                                                             | [ 8 ]       |
| 2014 | Camila Alejandra Lepere Serrano | Santa Cruz   | 18   | 1.75 m | El Salón Sirionó, ciudad de Santa Cruz de la Sierra                                                                                | 23 | 31 de julio | [ 9 ]       |
| 2013 | Mariana García Mariaca          | La Paz       | 24   | 1.75 m | Designada, también es Miss Bolivia Mundo 2012.                                                                                     | Designada, también es Miss Bolivia Mundo 2012.                                                                                     | Designada, también es Miss Bolivia Mundo 2012.                                                                                     | [ 10 ]      |

### Conquistas por Departamentos
| Departamentos | Títulos | Victorias              |
| ------------- | ------- | ---------------------- |
| Santa Cruz    | 4       | 2014, 2016, 2017, 2022 |
| Chuquisaca    | 3       | 2015, 2018, 2021       |
| Cochabamba    | 3       | 2016, 2019, 2023       |
| La Paz        | 2       | 2013, 2024             |
| Residentes    | 1       | 2020                   |
| Oruro         | 1       | 2017                   |

## Representaciones internacionales por año
Clave de color;
- Ganadora
- Finalista
- Semifinalista
- Cuartofinalista

### Miss Grand Internacional
| Año  | Representante                   | Departamento | Posición                                           | Premios especiales                                                                     | Ref    |
| ---- | ------------------------------- | ------------ | -------------------------------------------------- | -------------------------------------------------------------------------------------- | ------ |
| 2024 | Carolina Granier Zalles         | La Paz       | En competencia                                     |                                                                                        |        |
| 2023 | Victoria Olguín Pol             | Cochabamba   | No clasifico                                       | - Mejor en Traje de Baño (Top 10) - Mejor Traje Típico (Top 20) - Pre-Arrival (Top 20) |        |
| 2022 | Camila Sanabria Pereyra         | Santa Cruz   | No clasificó                                       | - Mejor Traje Típico (Top 4)                                                           | [ 11 ] |
| 2021 | Eloísa Gutiérrez Rendón         | Chuquisaca   | No clasificó                                       | - Mejor en Traje de Baño (Top 10) - Mejor Traje Típico (Top 20) - Pre-Arrival (Top 20) |        |
| 2020 | Teresa Sánchez Cordero          | Residentes   | No clasificó                                       |                                                                                        |        |
| 2019 | Carolina Paz Rojas              | Cochabamba   | No clasificó                                       | - Desfile de Modas de las Coronas Históricas de George Wittels                         |        |
| 2018 | Elena Antonia Romero Zambrana   | Chuquisaca   | No clasificó                                       |                                                                                        | [ 12 ] |
| 2017 | Mariem Suárez Cuéllar           | Santa Cruz   | No clasificó                                       |                                                                                        |        |
| 2016 | Mory Joselyn Toro Leigue        | Santa Cruz   | No clasificó                                       |                                                                                        |        |
| 2016 | Estefanía Senzano Terán         | Cochabamba   | No se unió al concurso debido al problema de VISA. | No se unió al concurso debido al problema de VISA.                                     | [ 6 ]  |
| 2015 | Adriana Delgadillo Galván       | Chuquisaca   | No clasificó                                       |                                                                                        |        |
| 2014 | Camila Alejandra Lepere Serrano | Santa Cruz   | No clasificó                                       |                                                                                        |        |
| 2013 | Mariana Garcia Mariaca          | La Paz       | No clasificó                                       |                                                                                        |        |